# Битка за Бјалисток и Минск
Битка за Бјалисток и Минск је била једна од граничних битака у почетној фази операције Барбароса, немачке инвазије на Совјетски Савез, 1941. године.

## Увод
Немачки Вермахт је напао и окупирао Пољску Групом армија Центар (Heeresgruppe Mitte), под командом фелдмаршала Федора фон Бока на осовини Минск - Смоленск према Москви. У такозваној бјалисточкој избочини, Совјетски западни фронт, преименовани Специјални војни дистрикт, је бранио под командом генерала армије Дмитрија Павлова са 3, 4, и 10. армијом дуж границе. 13. армија је у почетку постојала само као штабна јединица, без додељених снага. Распоред Црвене армије у Белорусији је био базиран на идеји агресивног одговора на немачки напад, и пребацивању рата у Пољску под немачком окупацијом. Ману у овом распореду је представљала слабост на крилима, која је настала демаркационом линијом, начињеном након што су Совјетски Савез и Немачка поделиле Пољску 1939. Ово истуривање најјачих совјетских снага са истуреним крилима је омогућило Вермахту да предузме двоструко обавијање, одсекавши већину снага Западног фронта у двостраном опкољавању, оквирно базираном на Бјалистоку и Новогрудоку, западно од Минска.

## Битка
Током почетних удара немачког напада, немачка авијација је ваздушним ударима погодила линије комуникације и аеродроме Западног фронта, што је у великој мери умањило способност Фронта да се брани. Немачка девета и четврта армија Групе армија Центар су пробиле границу северно и јужно од избочине. 23. јуна, 10. армија је покушала противнапад у складу са ранијим плановима, али није успела. 24. јуна, генерал Павлов је наредио свом официру за операције, генералу Болдину, да преузме команду над 6 и 11. механизованим и 6. коњичким корпусом, и да предузме контранапад према Гродном, како би спречио опкољавање формација Црвене армије код Бјалистока. Овај напад није успео, и совјетске снаге су претрпеле велике губитке, али је можда омогућио неким јединицама да избегну западно опкољавање према Минску. У вече, 25. јуна, немачки XLVII Панцеркорпус се уклинио између Слонима и Волковиска, приморавши Павлова да нареди повлачење свих снага у избочини иза Шхара реке код Слонима, како би избегле опкољавање. Већина формација није могла да се извуче из контакта са немачким снагама, и услед губитака горива и транспортних средстава, они који су могли су морали да се повлаче пешке. Ово повлачење је отворило јужне прилазе Минску.
27. јуна, Панцергрупа 2 и Панцергрупа 3 су се ударима из правца југа и севера повезале близу Минска. 28. јуна, 9. и 4. немачка армија су се повезале источно од Беластока, поделивши опкољене совјетске снаге у два џепа: у већем код Бјалистока су биле совјетска 10. армија, а у мањем код Новгрудока су биле 3. и 13. армија. На крају, за 17 дана, Совјетски западни фронт је изгубио 420.000 људи од укупних 625.000. Вермахт је 29. јуна освојио Минск, престоницу Белорусије. Други контранапад 20. механизованог и 4. ваздухопловног корпуса такође није успео, и до 30. јуна је џеп у потпуности затворен. У њему су немачке снаге опколиле, и на крају уништиле совјетску 3, 10. и 13 армију, као и делове 4. армије - све заједно око 20 дивизија, док се остатак совјетске 4. армије повукао источно према реци Березина.

## Последице
Успех у овој бици је Вермахту отворио могућност да брзо напредује према превлаци код Смоленска, одакле би већ могао да се разматра напад на Москву. Немачка висока команда је стекла утисак да је рат са Совјетским Савезом већ добијен, само пар дана након што је отпочео.
Командант Фронта, генерал Павлов, и његов фронтовски штаб су опозвани у Москву, оптужени за намерну дезорганизацију одбране, и повлачење без битке, и стрељани, а њихове породице су трпеле репресију због НКВД наређења бр. 00486, о породицама издајника отаџбине. (Рехабилитоване су 1956)

## Формације

### Совјетске
- Западни фронт - командант генерал армије Павлов, официр за операције генерал В. И. Болдин
  - Први ешалон
    - 3. армија - В. И. Кузњецов
    - 4. армија
    - 10. армија - К. Д. Голубев
    - 6. механизовани корпус
    - 11. механизовани корпус
    - 6. коњички корпус
- Други ешалон
  - 13. армија - генерал Ф. Н. Ремезов
  - 20. механизовани корпус
  - 4. ваздухопловни корпус

### Немачке
- Група армија Центар
  - 2. армија - генералфелдмаршал Максимилијан фон Вајхс
  - 4. армија - генерал-пуковник Лудвиг Киблер
    - VII армијски корпус - генерал артиљерије Вилхелм Фармбахер
    - IX армијски корпус - генерал пешадије Херман Гејер
    - XII армијски корпус - генерал пешадије Валтер Шротх
    - XIII армијски корпус - генерал пешадије Ерих Страубе
    - XXXV армијски корпус
    - XXXXIII армијски корпус - генерал-пуковник Готхард Хајнрици
    - LIII армијски корпус - генерал пешадије Карл Вајсенбергер
    - 286 дивизија - генерал Курт Милер

  - 9. армија - генерал-пуковник Адолф Штраус
    - II армијски корпус - генерал пешадије Валтер Граф фон Брокдорф-Алефелт
    - V армијски корпус - генерал-пуковник Рихард Руоф
    - VI армијски корпус - генерал пионира Ото-Вилхелм Ферстер
    - VIII армијски корпус - генерал-пуковник Валтер Хајц

  - Панцергрупа 2 - генерал-пуковник Хајнц Гудеријан
    - XXIV армијски корпус (мот.) - генерал панцертрупа Лео Фрајхер Гејр фон Швепенбург
    - XXXXVI армијски корпус (мот.) - генерал Хајнрих фон Фитингхоф-Шел
    - XXXXVII армијски корпус (мот.)
    - 1. дивизија - генерал Ото Менгерс
    - 10. пешадијска дивизија (мот.) - генерал Фридрих-Вилхелм фон Лепер

  - Панцергрупа 3 - генерал-пуковник Херман Хот
    - XXXVIIII армијски корпус (мот.) - генерал-пуковник Рудолф Шмит
    - LVII армијски корпус (мот.) - генерал панцертрупа Адолф Кунцен